# Носач, Илья Миронович
Илья Миронович Носач  (14 июля 1875, Ченстохова, Петроковская губерния — 21 ноября 1907, Козелецкий уезд, Черниговская губерния) — пеший урядник Козельского уезда.

## Биография
Родился 14 июля 1875 года в Ченстохове, Петроковская губерния, в семье казака Козелецкого уезда Черниговской губернии, отставного старшего вахмистра Калишской пограничной стражи.  По окончании курса начальной школы, был отдан для обучения слесарному делу в одну из мастерских в Польше. Достигнув призывного возраста, он был взят по набору в военную службу и зачислен 1-ю роту 63-го пехотного Углицкого Генерал-Фельдмаршала графа Апраксина полка, откуда он был уволен в запас армии 2 сентября 1902 года старшим унтер-офицером.  
После возвращения домой поступил старшим слесарем на Бобровицкий свекло-сахарный завод, а с июля 1903 года поступил пешим стражником. В 1904 году он был назначен конно-полицейским урядником, сначала в Ново-Басанский, а затем в Ново-Быковский участок. 1 апреля 1906 года он был назначен пешим урядником при Ново-Быковском свекло-сахарном заводе. 
21 ноября 1907 года убит 3 выстрелами на ярмарке в Черниговской губернии. Похоронен на погосте Успенской церкви Нового Быкова.